# Cal·lístrat d'Elis
Cal·lístrat (Callistratus Καλλίστρατος) fou un polític d'Elis que fou enviat com ambaixador per Antíoc III el Gran a Calcis el 192 aC per demanar ajut contra la Lliga Aquea, que s'havia declarat a favor de Roma i havia declarat la guerra al rei selèucida. Elis sospitava que el seu territori, favorable al rei, seria envaït. La missió de Cal·lístrat va tenir èxit i el rei va enviar a Elis un miler d'homes sota el comandament d'Eufanes de Creta.